# Colonia La Pastora
La colonia La Pastora se localiza al norte de la delegación Gustavo A. Madero. Ubicada en la demarcación Cuautepec de Madero, de acuerdo a su altitud se encuentra en la zona Barrio Bajo, colindando al este con el Estado de México.

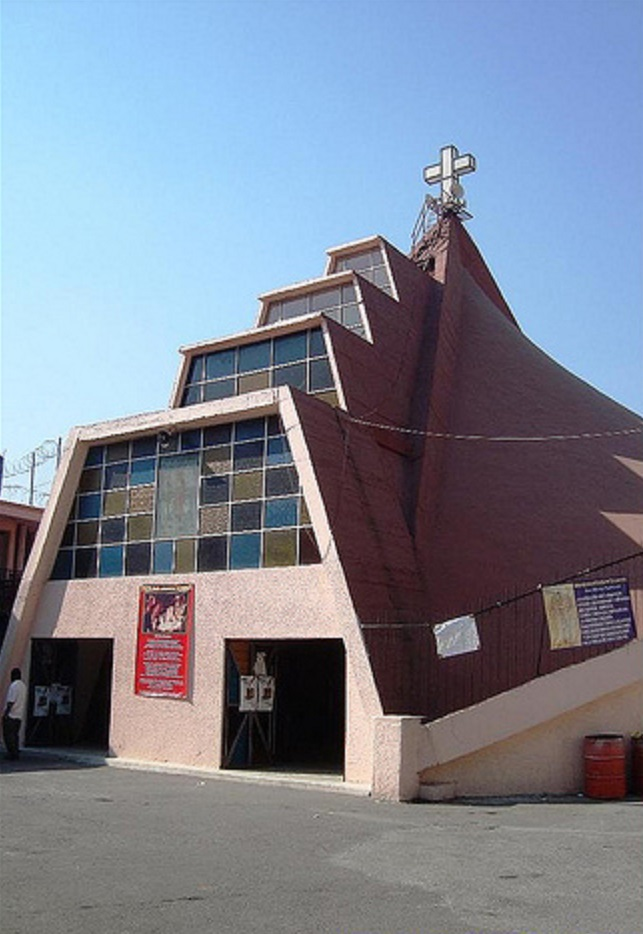
Parroquia del Divino Pastor de la colina de la colonia La Pastora

## Características

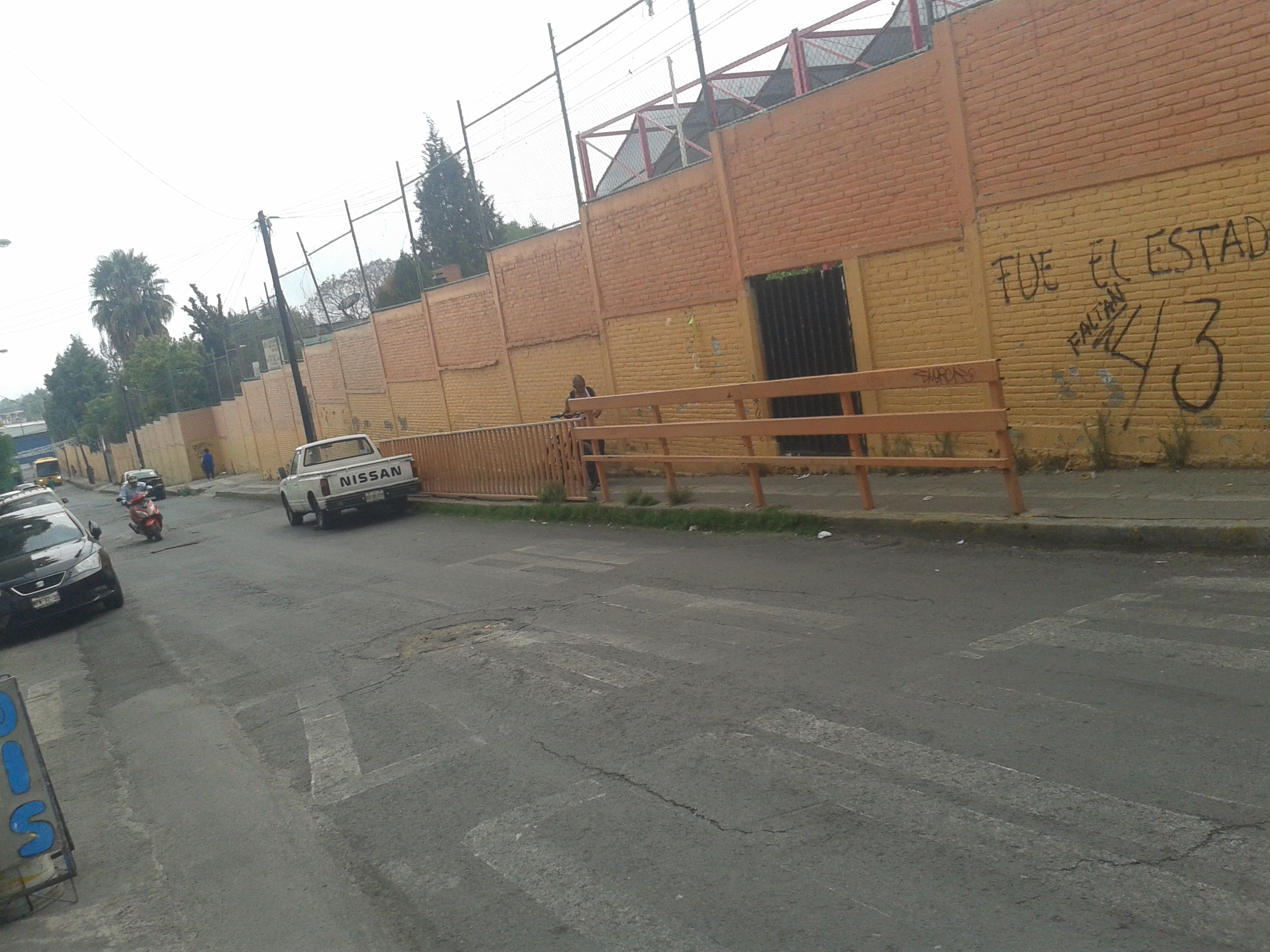
Calle Moctezuma en la que se encuentran el centro de salud, el club de adultos mayores, el jardín de niños, la primaria y secundaria

El suelo en esta zona está formado por rocas y cerros de tipo igneas (volcánicas), el tipo de erosión en esta región es producida principalmente por el viento, y en menor medida también existe la erosión fluvial; las aguas que presenta son de tipo continentales, pues no proceden de ningún mar u océano, aunque estas aguas son residuales debido a la gran cantidad de población que actualmente habita en este lugar. Es un barrio de asentamiento urbano, pues además, y existen los servicios de agua, luz, teléfono, transporte, calles pavimentadas, centros recreativos, escuelas de distintos grados, etc.

## Clima
El clima predominante es templado húmedo con lluvias en verano y presenta una temperatura media anual de 15 °C. Al igual que en el resto de Cuautepec, el clima es muy drástico por la altura en que está es muy vulnerable a ráfagas de viento, lluvias y neblina.

## Colonias colindantes
Colinda al oeste con la colonia Jorge Negrete, al norte con Benito Juárez, y al sur con La Candelaria Ticoman.

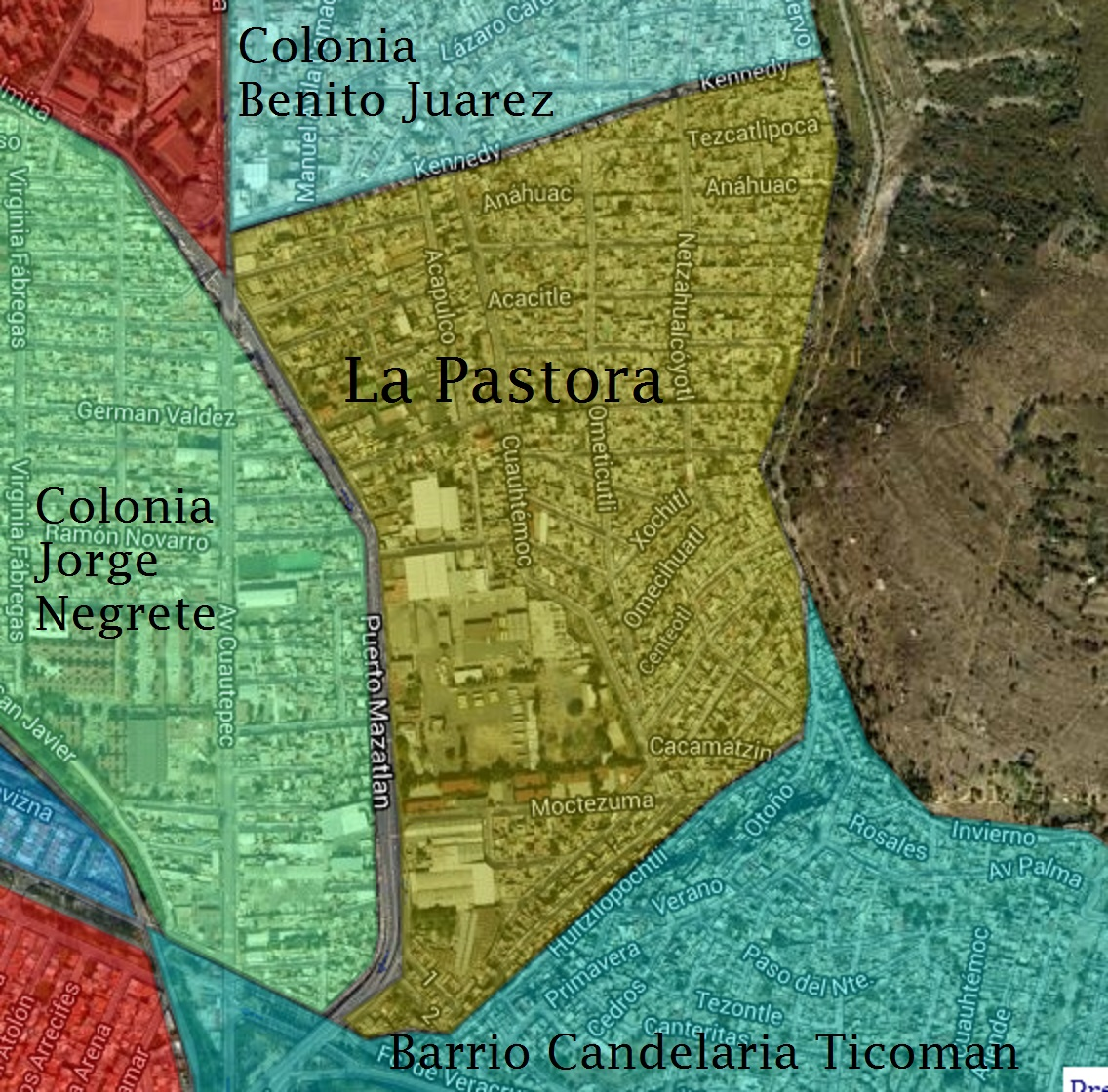
Mapa de la Colonia La Pastora y colonias colindantes.

## Instituciones educativas y de carácter social
En esta colonia se encuentran algunas instituciones de educación básica, y de carácter social entre las que destacan: 
- Jardín de niños La Pastora
- Escuela primaria Justina González Martínez
- Escuela primaria Dr. José María Luis Mora
- Escuala secundaria Diurna #259 Gustavo A. Madero
- Centro de salud T-I La Pastora
- Centro educativo y recreativo para personas de la tercera edad

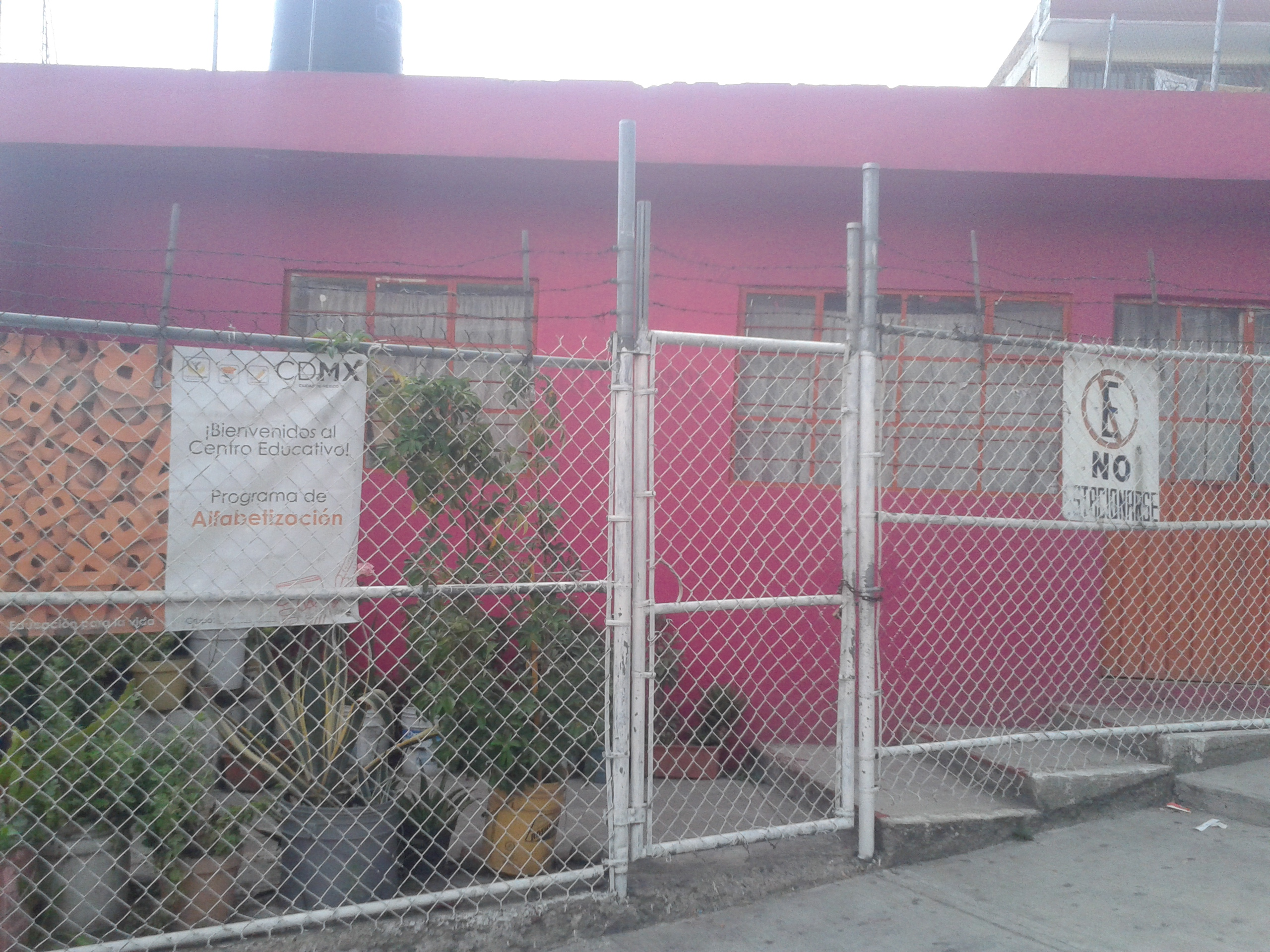
Club para adultos mayores

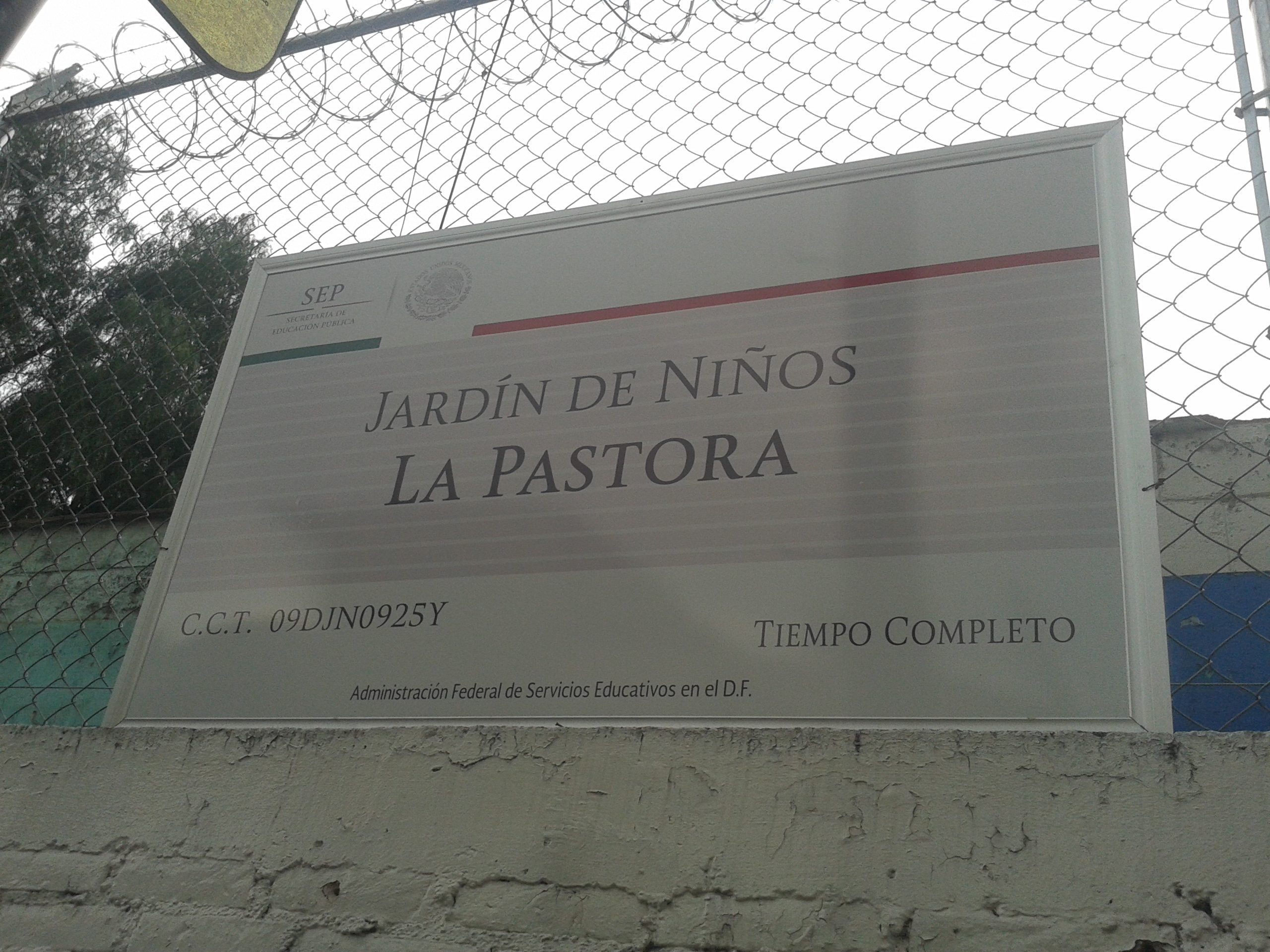
Jardín de Niños La Pastora.

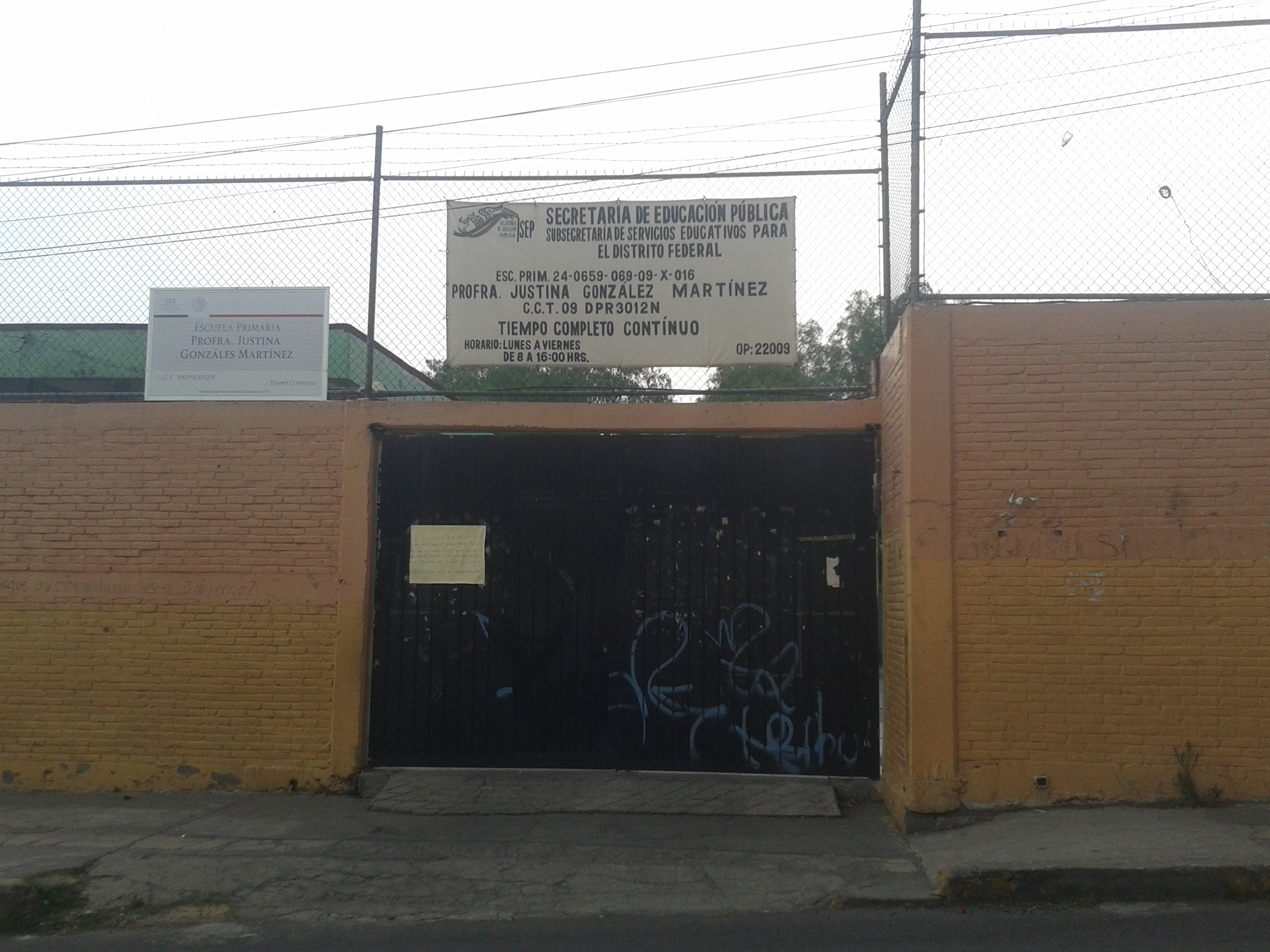
Primaria Justina González Martínez.

## Comercio

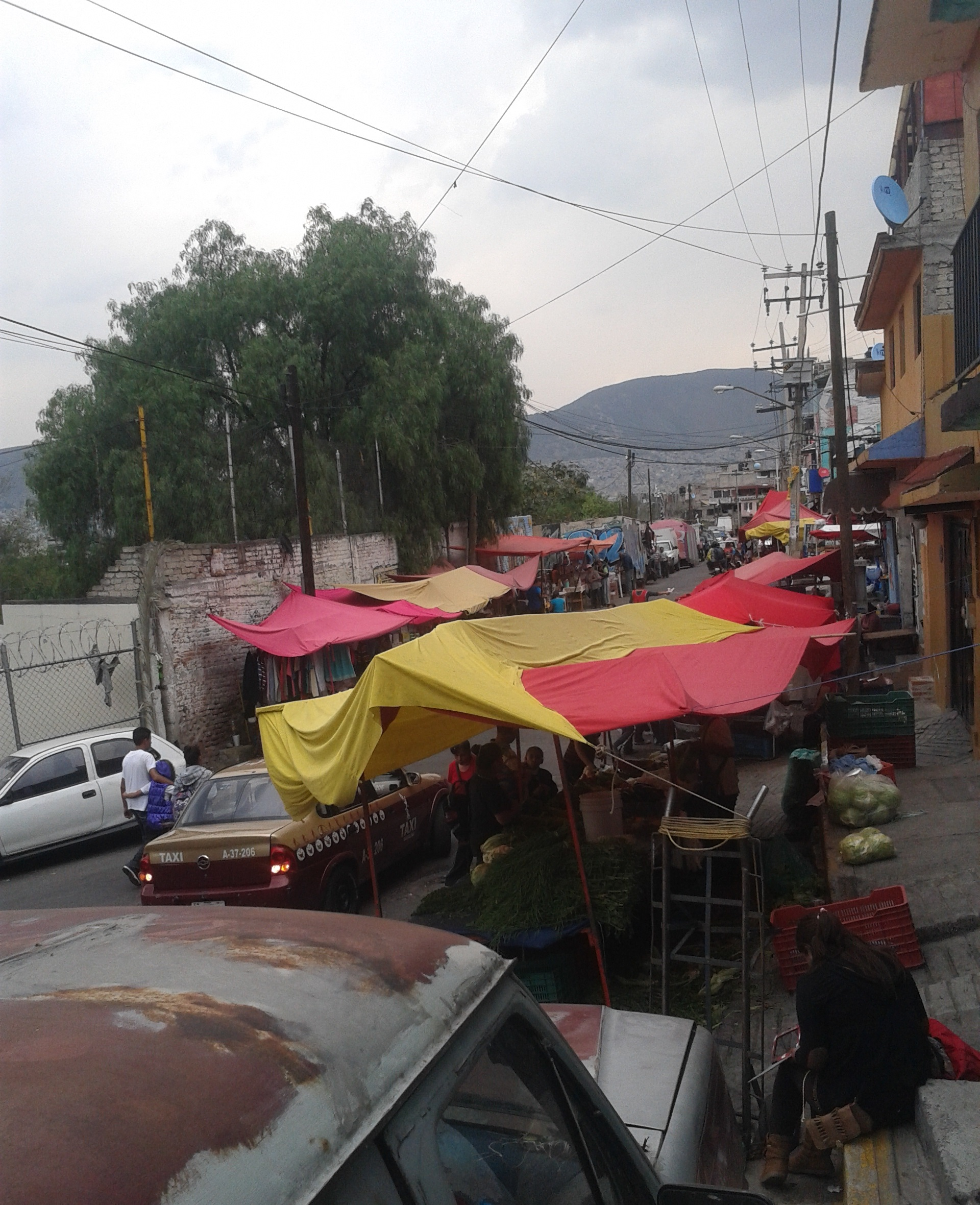
Tianguis del día martes de la colonia La Pastora sobre la calle Cuautemoc.

Dentro de la localidad predominan las microempresas, por lo general, administradas por los mismos habitantes y no generan una importante fuente de empleo. También cuenta con un mercado ambulante los días martes, en la intersección de las calles Cuautemoc y Moctezuma.

## Localidades cercanas
- Cuautepec
- Santa María Ticomán
- Gabriel Hernández
- Atzacoalco
- Juan Romero González
- Xalostoc
- San Juanico

## Costumbres y tradiciones
Así como en el resto de Cuautepec se celebran fechas importantes que forman parte de la cultura, entre ellas las más simbólicas para los habitantes que en su gran mayoría son católicos y estas son:
- Año nuevo (1 de enero)
- Semana Santa
- Día de las madres (10 de mayo)
- Día del padre (tercer domingo de junio)
- Aniversario del inicio de la Independencia de México (16 de septiembre)
- Día de muertos (2 de noviembre)
- Aniversario de la Revolución Mexicana
- Nochebuena (24 de diciembre)
- Navidad (25 de diciembre)
- Fin de año (31 de diciembre)
- aniversario de la parroquia